# Perseru Serui
O Badak Lampung Football Club é um clube de futebol indonésio com sede em Bandar Lampungue, Lampungue. A equipe compete no Campeonato Indonésio de Futebol.

## História
O clube foi fundado em 1970.